# Narciso Bermúdez de Castro
Narciso Bermúdez de Castro y Zafra-Vázquez (Granada, 16 de junio de 1907 - Villanueva de la Cañada, 12 de julio de 1937) fue militar español que participó en la guerra civil española como aviador de la Aviación nacional. Fue uno de los miembros iniciales de la llamada Patrulla Azul.

## Biografía
En 1923 ingresó en la Academia de Infantería de Toledo, y cinco años después realizó un curso de observador aéreo. Para 1931 ya era piloto de la Aeronáutica Militar, destacando por sus buenas aptitudes en el manejo aeronáutico.
El 20 de julio de 1936, tras el estallido de la guerra civil española, la guarnición militar de Granada se unió a la sublevación. Aquella mañana Bermúdez de Castro, junto a un grupo de oficiales y treinta soldados de artillería, marcharon sobre el Aeródromo de Armilla y lograron hacerse con el control del mismo. Horas después llegaron a Armilla tres cazas Nieuport-Delage NiD 52 enviados desde Madrid para apoyar la resistencia de las fuerzas leales en Granada, pero los aparatos fueron capturados inmediatamente. Bermúdez de Castro pilotó uno de aquellos Nieuport, con los que realizó varios servicios de guerra. El 23 de julio, mientras atacaba una columna republicana, fue alcanzado por fuego de fusilería desde tierra y derribado cerca de Loja. A pesar de estar herido, logró regresar a Granada y pasó a operar otro de los Nieuport, con el que lograría derribar un caza republicano sobre Piñar, constituyendo la primera victoria aérea de la contienda.
A finales de verano se unió junto a los también pilotos Joaquín García-Morato y Julio Salvador para formar la Patrulla Azul.
El 7 de diciembre derribó un Tupolev SB-2 "Katiuska" cerca de Castilblanco de los Arroyos (Sevilla). En enero de 1937 ascendió al grado de capitán, y un mes después hubo de acudir junto al resto de la patrulla hacia el Frente del Centro, para participar en la batalla del Jarama. Durante los combates en este sector el avión de Bermúdez de Castro recibió numerosos disparos y daños de distinto tipo, pero no fue derribado. 
El 20 de abril de 1937, otra vez en el Frente del Sur, cerca de Peñarroya-Pueblonuevo, logró derribar un Polikarpov R-Z "Natacha", con base en Andújar.
En junio se trasladó al Frente de Aragón, al sector de Huesca, donde logra derribar un Polikarpov I-16 "Mosca". Aquella supuso su cuarta victoria.
Murió durante la Batalla de Brunete, cerca de Villanueva de la Cañada, cuando su avión fue alcanzado y destruido por un "Mosca" republicano.
Recibió la Medalla Militar a título póstumo.